# Tundrapiplärka
Tundrapiplärka (Anthus gustavi) är en liten tätting som häckar på den sibiriska tundran. Vitnertid flyttar den till Sydostasien. Arten är en mycket sällsynt gäst i Europa. IUCN kategoriserar den som livskraftig.

## Utseende, läte och fältkännetecken
Tundrapiplärkan är en liten piplärka som mäter 14–15 centimeter, och som påminner om rödstrupig piplärka i vinterdräkt. Den är kraftigt streckad i brunt på ovansidan med breda vitaktiga band på ryggen. Den har tydliga vita vingband och är den enda piplärkan som uppvisar handpenneprojektion. Den tunna och ganska långa näbben är tydligt skär. Hjässan och nacken är brun med fina mörka streck. Framför ögat har den en liten svart fläck. Buken är vit vilket kontrasterar mot gulbeige kroppssida och bröst som också är svartstreckade. Fågel i första årets vinterdräkt är i det närmaste omöjlig att skilja från adult.
Under sträcket kan den locka flitigt men den hörs mer sällan än andra piplärkor, när den stöts upp från marken. Om den vid dessa tillfällen ger ifrån sig ett läte är det ett kort, elektriska och vasst knäppande "zip". Denna tystnad tillsammans med dess vana att skulka, det vill säga gömma sig nere på marken, gör arten svåridentifierad utanför sitt häckningsområde.

## Utbredning och systematik
Tundrapiplärkan är en flyttfågel som häckar på den sibiriska tundran i norra Asien, österut till Berings sund och söderut till Kamtjatka, Kommendörsöarna, södra Primorje kraj och Heilongjiang. Den är en långflyttare som övervintrar på norra Borneo, Filippinerna, Sulawesi, Moluckerna, Mindre Sundaöarna och Timor.
Arten delas vanligtvis upp i tre underarter som i sin tur delas upp i två grupper:
nominatgruppen
- Anthus gustavi gustavi – häckar i norra Eurasien, övervintrar på Filippinerna, norra Borneo och på öarna i Wallacea
- Anthus gustavi stejnegeri – häckar enbart på Kommendörsöarna, övervintrar i östra Asien; inkluderas ibland i gustavi[6]

menzbieri-gruppen
- Anthus gustavi menzbieri – häckar i södra Primorje kraj och närliggande områdena i Manchuriet; övervintringsområdet är okänt men det finns en rapport vintertid ifrån Filippinerna.[5]

I Västeuropa uppträder den sällsynt i september och oktober, och med enstaka vårfynd, främst i de norra delarna och flest observationer har gjorts i Storbritannien och Norge. Den har även observerats i Japan och Alaska. I Sverige har den påträffats vid endast ett tillfälle, 5–20 september 1991 på Stora Fjäderägg i Västerbotten.

## Ekologi
Tundrapiplärkan häckar på myrar med gles barrskog och viden, och på sank tundra där träd och buskar står glest. Den är mycket markbunden och har för vana att smyga i högt gräs och endast motvilligt flyga iväg om den blir störd. Den placerar sitt skålformiga bo på marken och lägger mellan fyra och fem ägg. Likt de andra piplärkorna är den en insektsätare.

## Status och hot
Arten har ett stort utbredningsområde och en stor population med stabil utveckling som inte tros vara utsatt för något substantiellt hot. Utifrån dessa kriterier kategoriserar internationella naturvårdsunionen IUCN arten som livskraftig (LC). I Europa, som utgör en mycket liten del av utbredningsområdet, tros det häcka mellan tio och 100 par.

## Namn
Robert Swinhoe gav den artepitetet gustavi för att hedra Gustaaf Schlegel.